# Mireșu Mic
Mireșu Mic – wieś w Rumunii, w okręgu Prahova, w gminie Sângeru. W 2011 roku liczyła 250 mieszkańców.